# Čížina
Čížina är ett vattendrag i Tjeckien.   Det ligger i regionen Mähren-Schlesien, i den östra delen av landet, 240 km öster om huvudstaden Prag.